# Morante de la Puebla
José Antonio Morante Camacho, conocido artísticamente como Morante de La Puebla(La Puebla del Río, Sevilla, 2 de octubre de 1979) es un torero español.
Es uno de los toreros en activo más célebres, cosechando notables triunfos entre los que destacan haber abierto la puerta grande de Las Ventas en junio de 2025  o ser el primer torero a pie desde 1971 en cortar en un rabo en la Maestranza de Sevilla en 2023. 

## Biografía

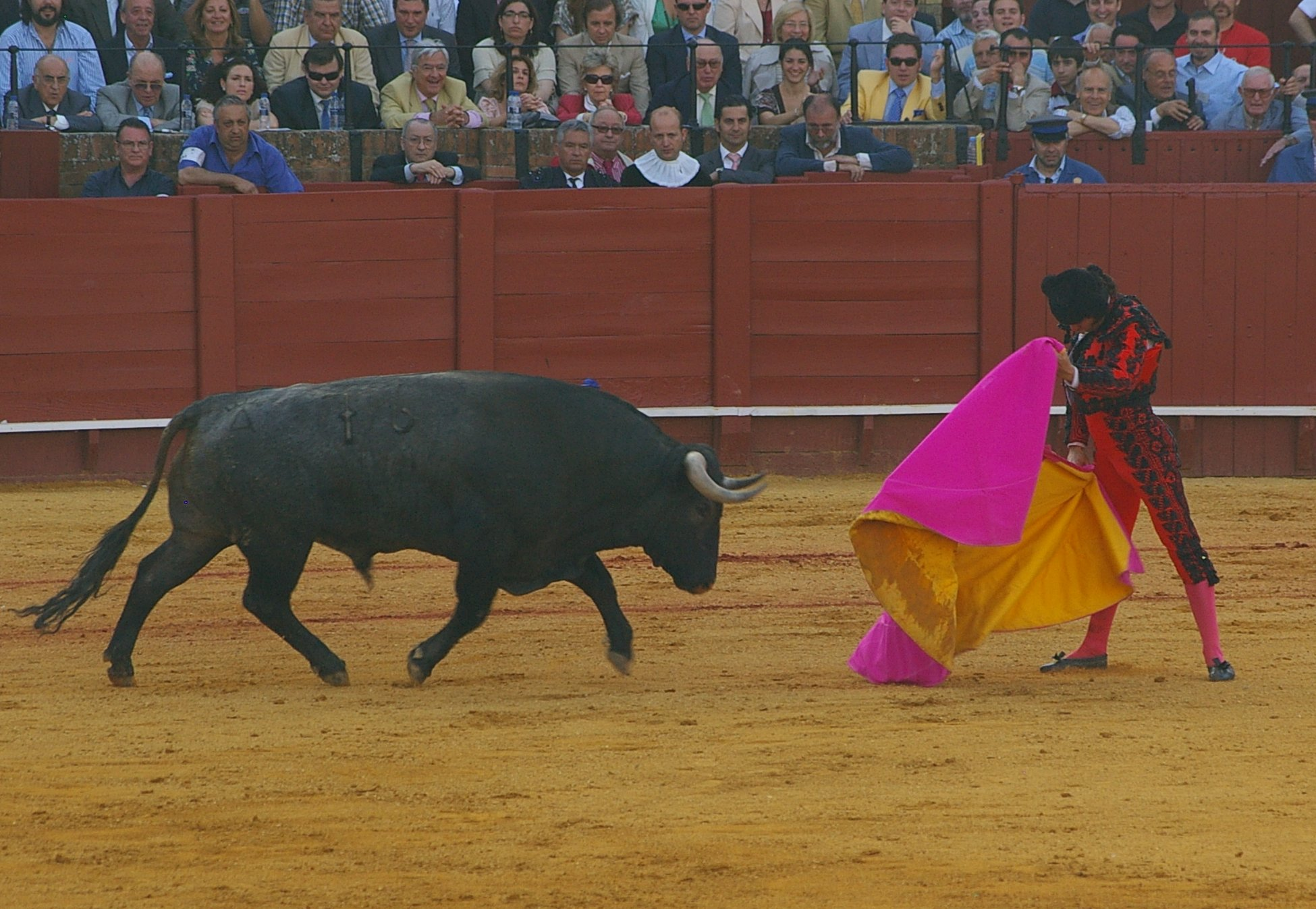
Morante de la Puebla ejecutando una verónica.

Su pasión por el toreo comienza a los 5 años, y viene de una familia no taurina. Su aprendizaje no fue en escuelas taurinas, sino en el campo abierto aprendiendo de aficionados toreros de la zona, participando desde pequeño como oyente en las tertulias taurinas que se formaban en los bares locales, yendo como espectador a becerradas locales y plazas de Sevilla. Su formación se da en la marisma toreando desde pequeño siendo así descubierto por Leonardo Muñoz padre del torero Emilio Muñoz quien fue su primer apoderado.[cita requerida]

## Novillero
A escasos 30 km de su pueblo, en Villamanrique de la Condesa, el 3 de septiembre de 1988 se viste de corto para torear su primer añojo en público arropado por sus paisanos. Son varios los años que actúa de becerrista, hasta que un 3 de agosto de 1991, sin cumplir aún los 12 años, vestido de un añejo celeste y oro, debuta como novillero sin picadores en la localidad de Montellano. Otros tantos años le dedicará a esa etapa y ya, el 16 de abril de 1994 en Guillena, debuta con los del castoreño.

Temporada 1994.
En su primer novillada con picadores, alternó con Francisco Barroso y Joselu de la Macarena, junto al rejoneador Antonio Ignacio Vargas. Sus novillos fueron de la ganadería de D. Joaquín Barral, no así los de sus compañeros, que como decía el cartel oficial, ellos lidiaron del hierro de Hijos de D. Tomás Pérez de la Concha. Morante salió a hombros, cortando una oreja a su primero y las dos al que cerró festejo. Se eligió esa fecha para el día de su debut en Guillena, porque en Sevilla, inmersa en plena Feria de Abril (donde 5 días después Emilio Muñoz Vázquez conseguía su ansiada Puerta del Príncipe), ese sábado no había festejo taurino, al programarse en el coso maestrante un espectáculo de caballos franceses. Con ello consiguieron el objetivo de llenar los tendidos y muchos aficionados acudieron a ver sus inicios con la facilidad incluso de autobús gratis para asistir al festejo desde Sevilla y desde la propia La Puebla del Río. 1994, fue el año del récord absoluto de corridas lidiadas por Jesulín de Ubrique mientras luchaba por el poder con Enrique Ponce. Siguiendo esa corriente, su apoderado Leonardo Muñoz ideó utilizar la misma estrategia, la de torear y torear, algo que en sus inicios como novillero le convenía. El escalafón novilleril lo lideró Víctor Puerto, con 56 festejos, y muy cerca de él, Francisco Rivera Ordóñez con 48 novilladas toreadas. No es sencillo contar sus novilladas; lean el Aplausos (revista) nº 886. No obstante, según lo indicado por el propio semanal, son 33 novilladas y 101 orejas, el balance total de su año. Un año en el que Luis Miguel Encabo triunfó como novillero en Las Ventas, Vicente Barrera Simó se adueñó de la Plaza de toros de Sevilla y Javier Conde se alzó con el Zapato de Oro (tauromaquia). Morante de la Puebla frecuentó plazas muy concretas, por cercanía y por facilidad en su poderdante, así toreó hasta 5 ocasiones en Valverde del Camino, 4 veces en Guillena.. La plaza de mayor responsabilidad en la que se anunció fue El Puerto de Santa María, donde sufrió una tremenda voltereta que afectó a su columna, con unos presagios iniciales horribles. No fue el único percance de la temporada, ya que en dos ocasiones diferentes, en Valverde del Camino, sufrió sendos reverses. Lo más lejano donde acudió a torear fue Arnedo, donde tuvo una gran actuación. También fue a torear en Galapagar, en la Comunidad de Madrid. Varios compañeros se enfrentaron a él cada tarde reiteradamente, como Juan Montoro, Jaime Ortega, El Triguereño, Francisco Barroso, entre otros. De las ganaderías, los hierros que más toreó fueron los de D. Carlos Núñez, D. Joaquín Barral y Pérez de la Concha. Varias tardes se anunció solo, pero es en Niebla (España), en el cierre de la campaña, cuando estoquea por primera vez en su carrera 6 reses. A la postre, fue una temporada en la que, aunque no en plazas de responsabilidad, los triunfos y las salidas a hombros se sucedieron día tras día. La ilusión en La Puebla del Río solo crecía más y más.

Temporada 1995.
Cuando las campanadas anunciaban el nuevo año, Morante de la Puebla era consciente de su frenético arranque y de una ilusionante nueva temporada. Ese mismo día 1, toreó en el Castillo de las Guardas, y así hasta en 9 ocasiones en el primer mes del año, con actuaciones seguidas como en Niebla (España) por la festividad de Reyes. Las líneas estratégicas de su apoderado, Leonardo Muñoz, eran claras: liderar el escalafón de novilleros toreando más de 80 festejos y acudir a cosos de máxima responsabilidad en busca del triunfo que aportase el empujón necesario para lanzar su carrera. Los objetivos apenas se consiguieron; quedó en 4ª posición tras El Poli, José Tomas y Luis Miguel Encabo, siendo 42 los festejos en los que participó con ternas de todo tipo: mano a mano, en solitario (de 2, de 3, de 4 novillos..), con rejoneador por delante; hasta en 11 ocasiones compartió cartel con Antonio Ignacio Vargas. Eso sí, destacable fue salir continuamente en hombros, hasta en 31 ocasiones debido a las 114 orejas y 20 rabos conseguidos, siempre en cosos de menor categoría y es que, por ejemplo, en La Puebla del Rio toreó hasta en 7 ocasiones, 4 en el Castillo de las Guardas, 3 en Zalamea la Real, otras tantas en El Ronquillo, Niebla (España).. El éxito en las plazas de distinto calado, no llegó. La primera clave fue Arnedo, por marzo, con el aún sin vitola de figura del rejoneo Pablo Hermoso de Mendoza, lidió 4 novillos escogidos de Torrealta (ganadería), saldada con tan sólo un saludo desde el tercio. Pero si había una gran cita marcada en el año, esa era su presentación en Las Ventas. Llegó un domingo de abril, lluvioso, día 23. Desde su pueblo natal se fletó casi la docena de autobuses para ver a su torero lidiar reses de Jimenez Pasquau junto a Javier Clemares y El Renco. Sin conseguir el triunfo deseado Morante dejó impronta su personalidad, derrochó gusto y armonía, con un saludo a la verónica destacable, también dejó impronta ese valor que le caracteriza, de hecho, se llevó una fuerte voltereta. Aplausos (revista) título su crónica: “Morante de la Puebla: un voto a la esperanza.” Aún le quedaban dos cosos de 1ª, Valencia por julio donde dio una vuelta al ruedo y Málaga en feria donde corto una solitaria oreja. Por todo ello, al llegar el verano, el número de actuaciones cambió su signo y empezó a decrecer. Destacó en una novillada en Arganda del Rey, junto a José Tomas qué apenas se vieron en los patios de cuadrillas; no así con Javier Rodriguez, El Poli, Javier Conde que fue  con los que más carteles comparó. Y de las ganaderías, con las que más se enfrentó fue Isabel Sánchez de Alba,Torrealta (ganadería), Núñez Moreno de Guerra, Antonio Doblas.. Al terminar la temporada rompe con su apoderado Leonardo Muñoz, de una forma traumática y poco amistosa.

Temporada 1996.
Con el apoderamiento de Miguel Flores, junto en Andalucía de Manuel Macias, los tiempos cambian y aparece la máxima de: “en ciudades que no tengan tranvía es mejor no torear”. Así, de las 31 novilladas toreadas 9 fueron en cosos de primera destacando con 3 paseíllos Madrid. El balance total de trofeos fue 42 orejas y 3 rabos. Arrancó con buen bajío en Málaga por el día de Andalucía y pronto llegó la primera llamada de atención en Arnedo. Después vendría un parón; las ilusiones estaban puestas en Las Ventas. Un lote deslucido dio al traste con todas esas esperanzas. El año taurino tenía una fecha histórica, 10 de abril de 1996, Morante de la Puebla pisaría de luces por primera vez el dorado albero de la Plaza de toros de Sevilla. Ese día, dio su primera lección de toreo y a pesar de una “solitaria” oreja, la espada le privó de un triunfo mayor; reseñable el brindis personal a Miguel Flores.. La temporada siguió en su avance con la vista puesta en la Feria de San Isidro y de nuevo el silencio acompañó su actuación. Junio con sólo un paseíllo en Dax iba a marcar la historia del toreo en Jose Antonio Morante Camacho. A final de dicho mes, una actuación rotunda suya en Burgos, en lo que sería el debut ganadero de Antonio Bañuelos, iba marcar lo que históricamente después vendría, su doctorado. Prosiguió la temporada con actuaciones en Francia, en ciclos novilleril, en un triunfo rotundo en Huelva, en impresionar en la Plaza de toros de Ronda y todo iba a dar paso un final de temporada apoteósico. En 24 horas se alzaba con el premio Zapato de Oro (tauromaquia) y un triunfo rotundo a pesar de la espada en Madrid. Donde estoqueo 3 novillos de El Capea (ganadería) debido a la cornada grave de Eugenio de Mora el cual fue el novillero con quien más se acarteló durante la temporada con 5 ocasiones, tras el Antonio Ferrera, Eduardo Dávila Miura.. . Pero si aquel primero de octubre no consiguió salir a hombros camino de la Calle de Alcalá, sí lo conseguiría en el festival homenaje a José María Plaza, un 20 de octubre, ante un novillo del El Torreón (ganadería). Hablando de novillos El Pilar (ganadería) encabezó su lista de ganaderías toreadas, siendo seguida por la del Conde de la Maza (ganadería), Guadalest.. El 96 finalizó con un objetivo claro: tomar la alternativa en la temporada siguiente, como así fue.

Temporada 1997.
Sólo José Antonio Morante Camacho sabe lo que para él supuso la no alternativa en su Sevilla natal. Fueron unas negociaciones complejas, con D. Diodoro Canorea, siempre de dársela con la idea que fuese de padrino Curro Romero y de testigo Francisco Rivera Ordóñez. Primero se barajó una fecha clave en el año taurino, Domingo de Resurrección, pero la aparición de José Miguel Arroyo Delgado la truncó; después cogió fuerza que fuese en farolillos, con una de Ganadería de Torrestrella, pero el deseo de una segunda tarde de su poderdante hizo que el planteamiento diese un giro inesperado y fuese totalmente distinto. Sin romper con la empresa que gestionaba el coso maestrante, se pensó que lo mejor sería tomar la alternativa en verano y aprovechar su fuerza como novillero puntero, toreando tres tardes en Las Ventas, dos en Plaza de toros de Sevilla, una en Plaza de toros de Vista Alegre (Bilbao), Plaza de toros Los Califas, Plaza de toros de Zaragoza, Arena de Nimes.. muchos cosos de 1ª que diesen fuerza a la alternativa. Y aunque hubo corte de orejas en alguna actuación, el triunfo gordo no llegó y, peor aún, su paso por Las Ventas le restó, condicionado por el juego de los novillos y también por el triunfo de Eugenio de Mora y la irrupción de José Tomás en el trono del escalafón superior. Su mejor tarde fue en Arena de Nimes con una novillada de La Quinta (ganadería). Y por fin, por la Fiesta de San Juan y en Algeciras, dijo adiós al escalafón novilleril, enfrentándose a su último novillo, que perteneció Hdros. de Carlos Núñez. Terminó 1997 con 17 festejos en el escalafón de novilleros, cortando 15 orejas. morante rey

 Resumen, etapa de novillero.
Desde Guillena en 1994, hasta Algeciras en 1997, Morante de la Puebla actuó en 121 ocasiones, siendo Valverde del Camino con 8 festejos, seguido de Las Ventas y de La Puebla del Río, con 7 ocasiones donde más toreó. Cortó un total 265 orejas y 35 rabos, con una clara diferenciación entre las etapas de sus apoderados: por un lado los dos años con Leonardo Muñoz primando la cantidad en un círculo próximo a su pueblo, y los otros dos años con Miguel Flores, donde se valoró la importancia de los cosos. Con quien más actuó en esta etapa fue con Javier Rodriguez, seguido por Eugenio de Mora, Juan Montoro... ¿De las ganaderías? Carlos Núñez, Guadalest, Torrealta (ganadería) fueron los hierros a los que más se enfrentó. Probablemente sus mejores actuaciones, por importancia del marco y de lo que allí sucedió, fue su presentación en Plaza de toros de Sevilla y el 1 de octubre de 1996, en Las Ventas. Triunfos sonados también en Zapato de Oro (tauromaquia), en Burgos, en Arena de Nimes, en su pueblo, La Puebla del Río, contabilizando salidas a hombros por actuación. Su etapa novilleril, tuvo un registro de 47 salidas a hombros. En cuanto a percances, lo más duro a reseñar, fue la voltereta en su presentación en Real Plaza de Toros de El Puerto de Santa María. Pero, lo que quedará para siempre en su haber, es ese halo de ilusión, esos sueños, esas incertidumbres en muchos de sus paisanos, que pronto pasaron a pertenecer y encabezar la lista del morantismo.

## Matador de toros
Tomó la alternativa el 29 de junio de 1997 en Burgos. Su padrino fue César Rincón y ejerció como testigo Fernando Cepeda. La corrida  lidiada fue de la ganadería de Juan Pedro Domecq, y el toro de su alternativa fue Guerrero. Le cortó una oreja a cada uno de sus toros.
Debutó en Sevilla como matador en la plaza de toros de La Real Maestranza un 21 de abril de 1998 cortando dos orejas.
Confirmó su alternativa en La Plaza de Las Ventas el 14 de mayo de 1998 con Julio Aparicio como padrino y Manuel Díaz El Cordobés como testigo. El toro de su alternativa de nombre Hospedero pertenecía a la ganadería de Sepulveda y Yeltes.
Ya entonces le ofrece una gran exclusiva por temporada el empresario de la plaza de toros de la Maestranza de Sevilla Diodoro Canorea,  por 500 millones de pesetas, según datos publicados en la prensa. Su primer gran triunfo lo consigue en la Maestranza de Sevilla, abriendo la puerta del príncipe en 1999.
En mayo de 2004, Morante de la Puebla se retiró de los ruedos por problemas psíquicos, reconociendo que llevaba año y medio bajo tratamiento. El 6 de junio de 2007 lidió seis toros de forma desinteresada en la tradicional corrida extraordinaria de la Beneficencia que se celebra anualmente en la plaza de toros de Las Ventas, cortando una oreja. Poco después dio por finalizada la temporada, alegando la pérdida de ilusión.[cita requerida]
Volvió a los ruedos la tarde de Reyes de 2008 en la Monumental de México en un mano a mano con Rodolfo Rodríguez El Pana. Cortó dos orejas y abrió la puerta grande. En la temporada de 2009 destaca la tarde del 21 de mayo donde torea de forma magistral con el capote a un toro de Juan Pedro Domecq. El 2 de junio de 2010, junto a Daniel Luque, realizó un importante tercio de quites, mostrando un gran dominio y técnica en el manejo del capote de brega
El 13 de agosto de 2017 anunció por tercera vez  la retirada durante un tiempo indefinido, alegando desencanto y la crítica hacia un sistema que no está a favor del toreo.
Regresó el 12 de mayo de 2018 en la plaza de toros de Jerez de la Frontera.
Morante de La Puebla pertenece a la llamada línea de toreros artistas. Considerado como torero de arte indiscutible del siglo XXI hasta el momento y sucesor de Curro Romero. Fiel al puramente estilo sevillano es continuador de la estirpe de matadores como Pepe Luis Vázquez, Manolo Vázquez, Pepín Martín Vázquez, Curro Romero o Rafael de Paula. Es un torero controvertido dada su inconstancia en los ruedos, algo intrínseco en los llamados toreros de arte, actitud que provoca a la vez  broncas y despierta pasiones. Considerado insuperable en el empleo del capote y la ejecución de la verónica,chicuelina, Tafallera y en conclusión de todos los lances y es el jefe del capote es un torero completo en el manejo del capote, domina el tercio de banderillas y es un fiel ejecutor de la lidia con la muleta al estilo de Sevilla. Sin embargo, tiene su punto débil en la suerte suprema, la cual le ha privado de números trofeos.[cita requerida]
Entre 2021 y 2023, Morante logra en Sevilla algunas de las faenas más importantes de su carrera: en septiembre de 2021, en la Feria de San Miguel, le corta las dos orejas al toro Jarcio, de Juan Pedro Domecq. Meses después, en la feria de abril realiza importantísimas faenas, destacando principalmente la del toro Ballestero, un sobrero de Garcigrande, al que le cortó las dos orejas en una corrida de Torrestrella. Nuevamente en la feria de San Miguel, ya del 2022, ante un toro de Hnos. García Jiménez de nombre Derribado, Morante cuaja una faena que, de haberse culminado con una buena estocada, habría sido premiada con las dos orejas y el rabo del toro.
En 2023 en La Maestranza cortó el rabo al toro Ligerito, toro de Domingo Hernández, hecho que no sucedía desde Ruiz Miguel en 1971, sin contar con el rejoneador Pablo Hermoso de Mendoza en 1999.
En mayo de 2024 anunció su retirada debido a un agravamiento de sus problemas de salud mental.  Esta pausa para su recuperación se alargó hasta el 29 de marzo de 2025, donde reapareció en Almendralejo, cortando dos orejas a su primer toro y abriendo la puerta grande. 
El 8 de junio de 2025, en la corrida de Beneficencia, de la ganadería de Juan Pedro Domecq, Morante cortó una oreja a cada toro de su lote. Con ello, abrió, por primera vez en una corrida como matador de toros, la puerta grande de Las Ventas. Algunos cronistas lo bautizaron como «Rey del toreo». Además, la temporada 2025 también estuvo marcada por otros éxitos significativos como las puertas grandes en plazas como Ávila, Aranjuez o Pamplona y los rabos que ese mismo mes de junio cortó en Jerez y en Salamanca.

## Vida privada
En 2005 contrajo matrimonio con Cynthia Antúnez, divorciándose en 2008. En 2010 se casó en segundas nupcias con Elisabeth Garrido.
Durante muchos años Morante de la Puebla ha dado visibilidad a los problemas de salud mental que le han obligado a retirarse profesionalmente durante algunos periodos de tiempo. Él mismo ha reconocido que padece trastorno de la personalidad y bipolaridad.  También habló de que llegó a plantearse el suicidio como alivio a su enfermedad. 
Su hijo mayor, José Antonio Morante Antúnez (nacido en 2007) fruto de su primer matrimonio, es futbolista profesional. Es canterano del Real Betis Balompié y ha llegado a jugar con la Selección Española de fútbol Sub-18. 

## Premios y reconocimientos
Premio Nacional de Tauromaquia, concedido por su "renovación del toreo clásico" (2021).

## Pensamiento político
Morante de la Puebla no se ha presentado a las elecciones por ningún partido político, pero sí que ha respaldado, junto a otras personalidades como Fernando Sánchez Dragó y Salvador Monedero, la candidatura de Vox en las elecciones autonómicas de Andalucía de 2018 y en las Elecciones generales de España de abril de 2019.